# 1996 في السويد
فيما يلي قوائم الأحداث التي وقعت خلال عام 1996 في السويد.

## سياسة

### تعيين في المنصب
- 1 يناير – مارغو والستروم وزير الصحة والشؤون الاجتماعية [الإنجليزية]‏.
- 22 مارس – جوران بيرسون رئيس وزراء السويد.

### انتهاء فترة المنصب
- 22 مارس – جوران بيرسون وزير المالية [الإنجليزية]‏.

## مواليد

### أبريل
- 10 أبريل – إلياس يمير لاعب كرة مضرب سويدي.

### يونيو
- 17 يونيو – أوليفيا ميلغارد لاعبة كرة يد سويدية.

### يوليو
- 24 يوليو – أيما إكينمان فيرنيس لاعبة كرة يد سويدية.

### أغسطس
- 25 أغسطس – هانا بلومستراند لاعبة كرة يد سويدية.

### نوفمبر
- 11 نوفمبر – جويل أندرسون لاعب كرة قدم سويدي.
- 16 نوفمبر – لوكاس نيلسون لاعب كرة يد سويدي.

### يناير
- 16 يناير – كورت سفانستروم (مواليد 1915) لاعب كرة قدم سويدي.

### يونيو
- 6 يونيو – هاري اندرسون (مواليد 1913) لاعب كرة قدم سويدي.